# Тростянецкая волость (Ахтырский уезд)
Тростянецкая во́лость — историческая административно-территориальная единица Ахтырского уезда Харьковской губернии с волостным правлением в селе Тростянце.
По состоянию на 1885 год состояла из 23 поселений, 13 сельских общин. Население — 10007 человек (4995 человек мужского пола и 5012 — женского), 1740 дворовых хозяйства.
|                       | Площадь | В том числе пахотной |
| --------------------- | ------- | -------------------- |
| Сельских общин        | 10758   | 8559                 |
| Частной собственности | 11416   | 4667                 |
| Другой собственности  | 408     | 197                  |
| В целом               | 22582   | 13423                |

### Основные поселения волости[1]
- Тростянец — бывшее владельческое село при реке Боромле в 20 верстах от уездного города Ахтырки. В селе волостное правление, 425 дворов, 2321 жителей, православная церковь, школа, больница, железнодорожная станция, почтовая станция, 3 постоялых двора, 6 лавок, базар (по субботам), 3 ярмарки (преполовенская, ильинская и покровская). В 3 верстах — винокуренный завод. В 1,5 верстах — кирпичный завод. В 2 верстах — свеклосахарный завод. В 5 верстах — селитровый завод.
- Белка — бывшее владельческое село при реке Боромле. В селе 442 двора, 2635 жителей, 2 православных церкви, школа, лавка, базар (по субботам), 4 ярмарки.
- Никитовка — бывшее владельческое село при реке Боромле. В селе 124 двора, 734 жителя, православная церковь.
- Радомля — бывшее владельческое село при реке Радомле. В селе 23 двора, 174 жителя, православная церковь, паровая мельница.
- Смородина — бывшая владельческая деревня, 132 двора, 777 жителей.

### Храмы волости[2]
- Благовещенская церковь в селе Тростянец (построена в 1750 году[3])
- Вознесенская церковь в селе Тростянец
- Архангело-Михайловская церковь в селе Радомле (построена в 1811 году[3])
- Церковь Казанской Божьей Матери в селе Никитовке (построена в 1836 году[3])
- Николаевская церковь в селе Белке (построена в 1867 году[3])